# 尹航 (教授)
尹航（1976年—)，清华大学药学院教授、副院长，国家特聘专家，生命科学联合中心高级研究员，由于他在化学生物学和药物研发方面的贡献，获得多个青年学者的奖项。

## 简历
尹航曾就读于北京大学附属中学和北京大学。他于2004年在耶鲁大学化学系安德鲁·D·汉密尔顿指导下获得博士学位。其后，在宾夕法尼亚大学进行博士后研究（指导教授：William DeGrado （页面存档备份，存于），并于2007年在科学 (期刊)上以第一作者发表了用计算机设计针对跨膜结构域的药物的研究论文。加入清华大学之前于美国科罗拉多大学化学和生物化学系任终身教授。独立主持多个美国国立卫生研究院，国家科学基金会，美国癌症研究协会和霍华德·休斯医学研究所重大项目。尹航教授的研究领域为交叉学科，涉及疼痛药物设计，癌症筛查和诊断，风湿免疫系统疾病等领域。发表研究论文超过100篇，授权专利及专利申请12项。依据谷歌学术引用报告 （页面存档备份，存于），文章引用超过10000次。

## 获奖
- 美国化学会2016年度David W. Robertson Award for Excellence in Medicinal Chemistry[3]
- 国家杰出青年科学基金[4]
- CAPA Distinguished Junior Faculty Award[5]
- SU2C IRG Award[6]
- 国家科学基金会 CAREER Award[7]
- AACR 格特魯德·B·埃利恩 Cancer Research Award
- 科罗拉多大学 New Inventor of the Year
- 国家卫生研究院 ECHEM Award
- 国家卫生研究院 CEBRA Award
- Sidney Kimmel Scholars Award[8]
- 霍华德·休斯医学研究所 Collaborative Innovation Award[9]

## 主要贡献
吗啡类药物是目前应用最为广泛的止痛剂。单在美国，慢性疼痛的市场在2009年已达1000亿美元。但是吗啡类药物有很强的副作用，包括药物滥用，成瘾，停药综合症等，造成了极大的经济损失。尹航教授的研究团队发现吗啡通过于MD2蛋白质结合，激活Toll样受体，并引发中枢神经系统的炎症反应。而过量吗啡引发的炎症反应不仅减低了吗啡的药物疗效，进而促成了药物副作用的发展，包括成瘾，药物依赖和药物滥用。尹航教授的研究团队致力于研发药物小分子作为新的疼痛处理方法。2014年6月3日，以色列生物制药公司BioLineRx Ltd.（NASDAQ：BLRX）宣布获得尹航教授发展的神经疼痛的候选药物BL-1010世界范围内授权。2015年，尹航课题组关于Toll样受体调节剂的研究受到关注，《科学》，美国广播公司，新华社，美国化学会《化学化工新闻》都进行了广泛报道。